# Однодворцы (Новоспасский район)
Однодво́рцы — посёлок в Новоспасском районе Ульяновской области. Входит в состав Фабричновыселковского сельского поселения.

## География
Посёлок находится на берегу реки Томышевка, на расстоянии примерно 18 км (по прямой) к северу от рабочего посёлка Новоспасское, административного центра района.

### Часовой пояс
Посёлок Однодворцы, как и вся Ульяновская область, находится в часовой зоне МСК+1. Смещение применяемого времени относительно UTC составляет +4:00.

## История
В 1913 году в населённом пункте было учтено 27 дворов и 183 жителя. В 1990-е годы работало кооперативное хозяйство «Самайкинский».

## Население
| 2010 |
| ---- |
| 14   |

### Национальный состав
Согласно результатам переписи 2002 года, в национальной структуре населения русские составляли 97 % из 32 чел.